# Реміген
Реміген (нім. Remigen) — громада  в Швейцарії в кантоні Ааргау, округ Бругг.

## Географія
Громада розташована на відстані близько 85 км на північний схід від Берна, 18 км на північний схід від Аарау.
Реміген має площу 7,9 км², з яких на 7,1% дозволяється будівництво (житлове та будівництво доріг), 36,4% використовуються в сільськогосподарських цілях, 56% зайнято лісами, 0,5% не є продуктивними (річки, льодовики або гори).

## Демографія
2019 року в громаді мешкало 1225 осіб (+17% порівняно з 2010 роком), іноземців було 18,2%. Густота населення становила 156 осіб/км².
За віковим діапазоном населення розподілялося таким чином: 20,7% — особи молодші 20 років, 58,3% — особи у віці 20—64 років, 21% — особи у віці 65 років та старші. Було 542 помешкань (у середньому 2,3 особи в помешканні).
Із загальної кількості 274 працюючих 52 було зайнятих в первинному секторі, 109 — в обробній промисловості, 113 — в галузі послуг.